# L'italiano - la nuova versione
L'italiano - la nuova versione è un album, l'ultimo pubblicato da Toto Cutugno uscito nel 2013 per la Carosello Records; è stato pubblicato anche in Russia.

## Tracce
1. L'italiano – 4:08
2. Donna, donna mia – 4:24
3. Cantando (En Chantant) – 4:38
4. Figli – 4:13
5. Che donna – 4:29
6. Voglio l'anima – 3:56
7. L'ete' Indien (Africa) – 5:15 – con la voce originale di Joe Dassin
8. Et Si Tu N'existais Pas – 4:18
9. Gli amori – 4:11
10. Il tempo se ne va – 4:07
11. Toto Cutugno e Annalisa Minetti – Come noi nessuno al mondo – 4:59
12. Nel cuore, nei sensi (Voici Les Cles) – 4:12
13. L'italiano – 4:16
14. Toto Cutugno e Annalisa Minetti – Un falco chiuso in gabbia – 4:16
15. L'ete' Indien (Africa) – 4:39

Durata totale: 66:01